# Hörbymasten

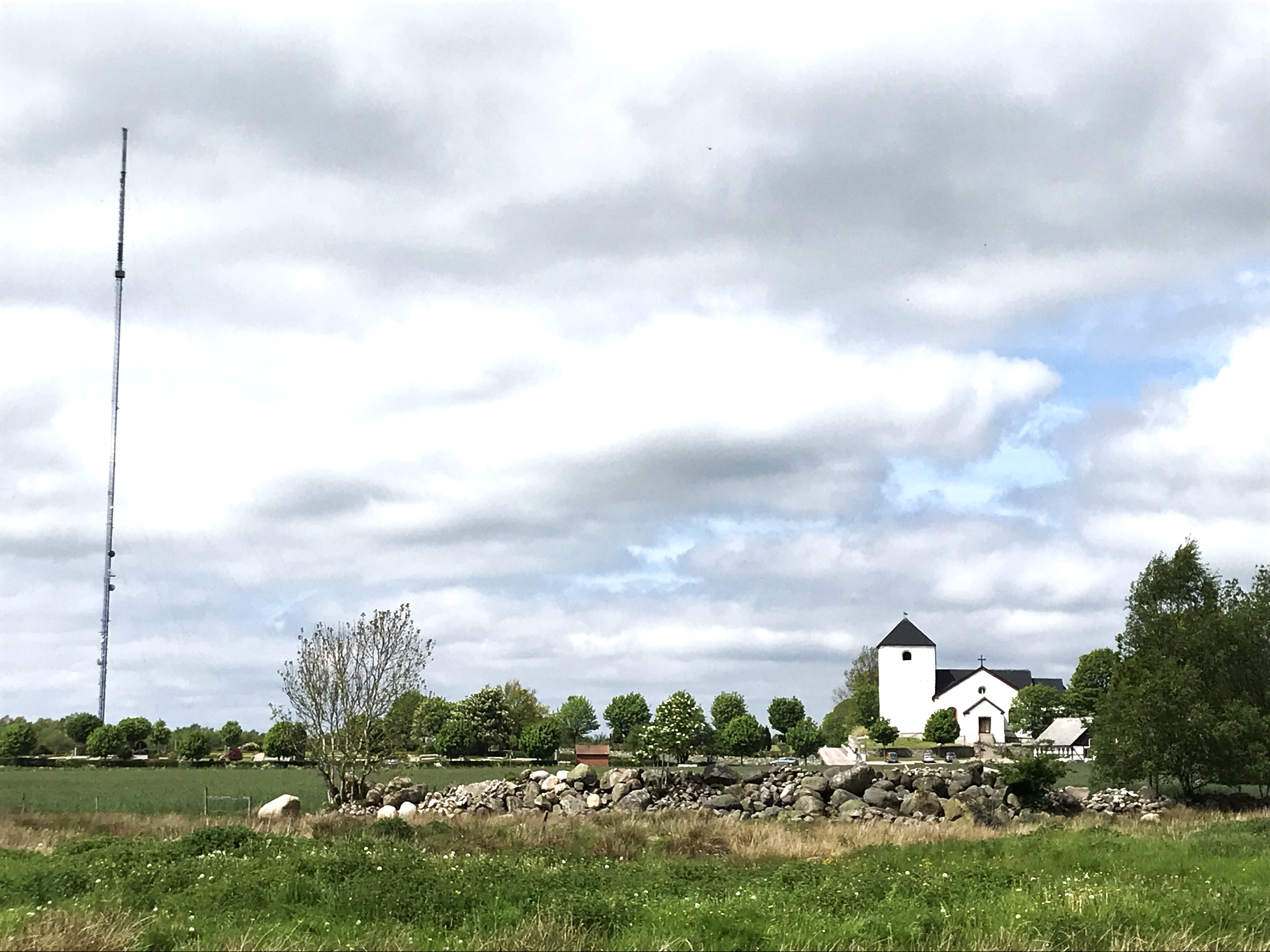
FM- och TV-masten i Hörby samt Östra Sallerups kyrka cirka två kilometer från masten, 2019

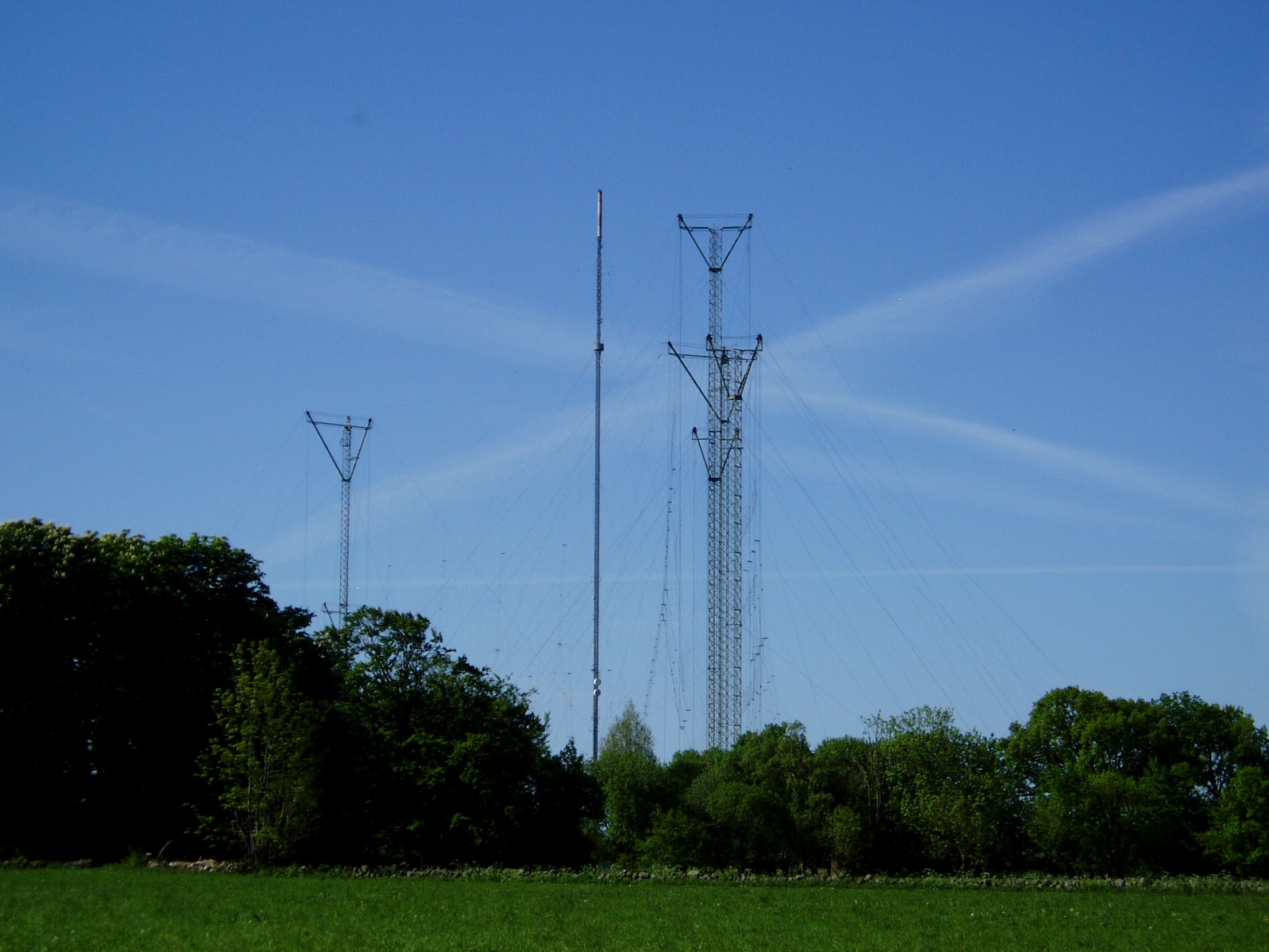
Hörbymasterna, 2010

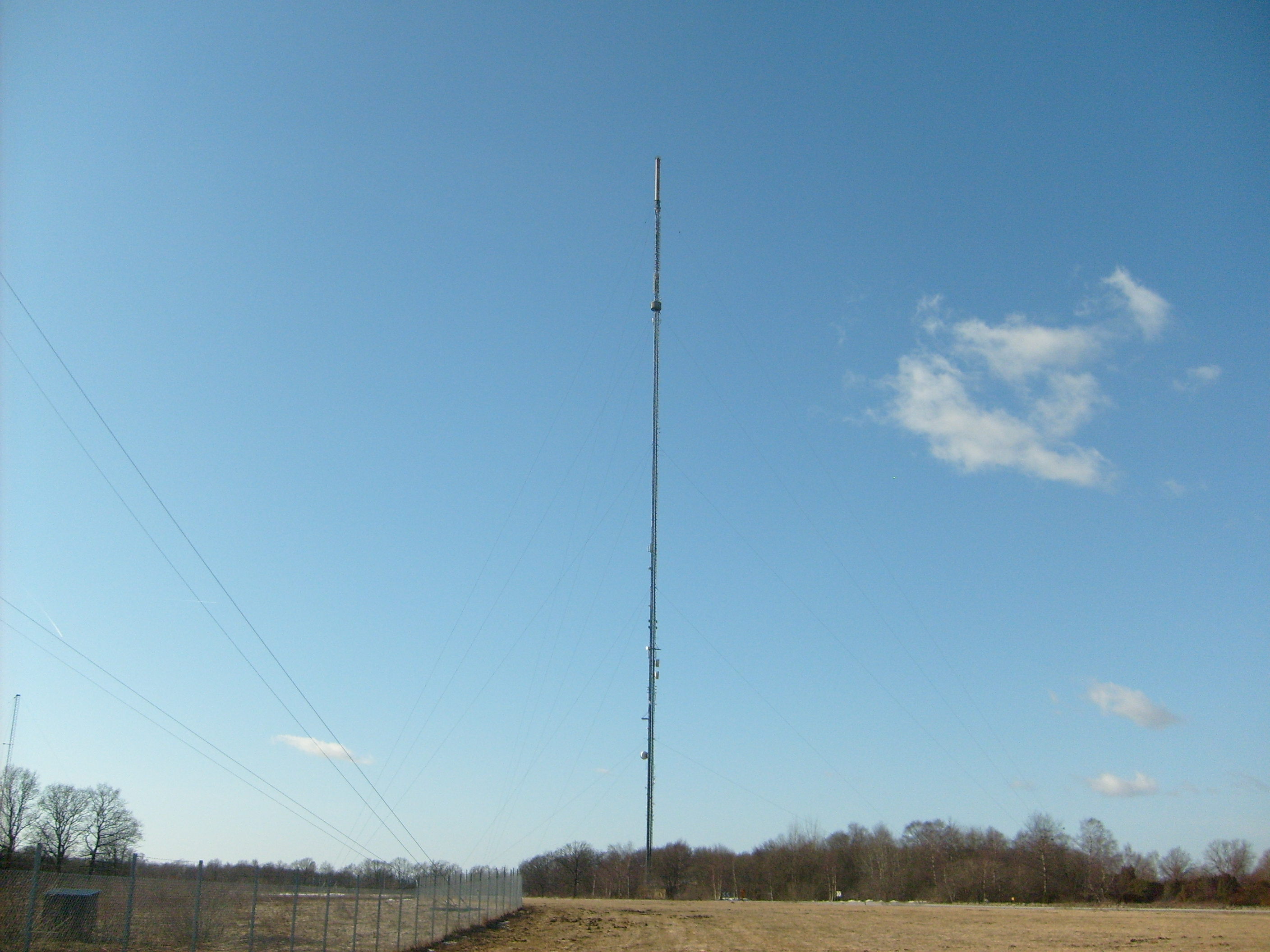
FM/TV-masten i Hörby, 2011

Hörbymasten är en TV- och radiomast i Östra Sallerup utanför Hörby. Masten är 324 meter hög och var när den invigdes den 1 oktober 1959 Europas högsta byggnadsverk. Masten är placerad cirka 156 meter över havet. Toppen av masten är cirka 480 meter över havet.. Tidigare tillhörde masten Televerket, men ägs numera, efter flera omorganiseringar av det statliga Televerket, av Teracom. En mängd slavstationer återutsänder Hörbymastens TV-program.
På grund av sin geografiska placering har TV- och radiosändarna i masten även många tittare och lyssnare på Bornholm och längs den tyska och polska kusten där man kan ta emot sändningarna. Vid extrema vågutbredningsförhållanden rapporterar ofta DX-are att de avlyssnat sändningar och sett TV-bilder från sändarna i masten så långt bort som i södra Italien, Storbritannien och Frankrike.[källa behövs] Hörbymasten är välkänd i hela Europa i dessa kretsar.

## Frekvenser och sändningar
År 2021 sänder Hörbymasten följande tjänster:
| Tjänst | Innehåll                                                                 | Frekvenskanal |
| ------ | ------------------------------------------------------------------------ | ------------- |
| SR P1  | Nationella program                                                       | FM 88,8       |
| SR P2  | Språk & musik                                                            | FM 92,4       |
| SR P3  | Nationella program                                                       | FM 97,0       |
| SR P4  | Malmö                                                                    | FM 89,5       |
| SR P4  | Radio Kristianstad                                                       | FM 101,4      |
| MUX 1  | SVT 1 & 2 (Helsingborg & Skåne), Kunskapskanalen, SVT Barn & 24          | UHF 41        |
| MUX 2  | TV3, TV4, TV5, TV6, TV7, TV9, History                                    | UHF 25        |
| MUX 3  | TV8, TV10, TV12, Discovery, Eurosport 1, MTV, Nikelodeon, Paramount, TLC | UHF 43        |
| MUX 4  |                                                                          |               |
| MUX 5  | Access, BBC, CMore, CN, CNN, Eurosport 2, NG, V                          | UHF 30        |
| MUX 6  | SVT1 HD, SVT2 HD (Sydnytt), TV3 HD, TV4 HD (TV4 Malmö), Kanal 5 HD       | UHF 22        |
| MUX 7  | Aljazera, CMore, National Geographic HD, m.fl.                           | VHF 10        |

År 2006 sände Hörbymasten bland annat följande tjänster:
| Tjänst       | Innehåll                                        | Frekvenskanal |
| ------------ | ----------------------------------------------- | ------------- |
| Radio Sweden |                                                 |               |
| SR P1        | Nationella program                              | FM 88,8       |
| SR P4        | Radio Malmöhus                                  | FM 89,5       |
| SR P2        | P2 Riks                                         | FM 92,4       |
| SR P3        | Nationella program                              | FM 97,0       |
| SR P4        | Radio Kristianstad                              | FM 101,4      |
| MUX1         | SVT och UR (med Sydnytt och Västnytt)           | UHF 22        |
| MUX2         | TV4:s kanaler (med TV4 Öresund)                 | UHF 25        |
| SVT2         | Sydnytt                                         | UHF 33        |
| MUX3         | TV3, Kanal 5, Canal+, Disney Channel, TV8 m.fl. | UHF 41        |
| SVT1         | Nationella program                              | UHF 43        |
| TV4          | TV4 Öresund                                     | UHF 50        |
| MUX5         | BBC World, Showtime, TCM m.fl.                  | UHF 61        |
| MUX4         | MTV, ZTV, Eurosport, Star!, Discovery m.fl.     | UHF 64        |

Den 15 oktober 2007 släcktes det analoga TV-nätet ner och sedan dess sänds endast digitala TV-tjänster.
I juli 2012 sändes dessa tjänster från hörbymasten:
| Tjänst | Innehåll                                                             | Frekvenskanal |
| ------ | -------------------------------------------------------------------- | ------------- |
| SR P1  | Nationella program                                                   | FM 88,8       |
| SR P4  | Radio Malmöhus                                                       | FM 89,5       |
| SR P2  | P2 Riks                                                              | FM 92,4       |
| SR P3  | Nationella program                                                   | FM 97,0       |
| SR P4  | Radio Kristianstad                                                   | FM 101,4      |
| MUX 1  | SVT och UR (med Sydnytt och Västnytt)                                | UHF 33        |
| MUX 2  | TV4:s kanaler (Med TV4 Malmö och sjuan Malmö), TV6, CNN              | UHF 43        |
| MUX 3  | TV3, Kanal 5, TV8, Disney channel, Canal+ m.fl.                      | UHF 41        |
| MUX 4  | Eurosport, Discovery, MTV m.fl.                                      | UHF 25        |
| MUX 5  | TCM, Animal Planet, BBC World news, Silver TV4 sport m.fl.           | UHF 22        |
| MUX 6  | SVT1 HD, SVT2 HD (Sydnytt), TV3 HD, TV4 HD (TV4 Malmö), Kanal 5 HD   | UHF 30        |
| MUX 7  | BBC Entertainment, Canal+ HD, MTV HD, National Geographic channel HD | VHF 10        |

Mux 1-5 sänder i DVB T och Mux 6-7 sänder i DVB T2.
Mux 7 sänder även i VHF på hörbysändaren då det är platsbrist i UHF.